# Marie Mifsud
Marie Mifsud est une auteure-compositrice-interprète française, née à La-Seyne-sur-Mer.
Elle est reconnue comme une artiste aux multiples ressources et inspirations mêlant différents styles musicaux.

## Biographie
Marie Mifsud commence le piano à l'âge de 6 ans et suit des études de musique classique en piano et en chant au conservatoire régional de Toulon.
Elle poursuit ses études au Conservatoire de Lyon. Elle tient ses premiers rôles d'opéra (Porgy and Bess, Le Couronnement de Popée, Didon et Énée).
Elle continue sa formation auprès de Laurence Equilbey, Geoffroy Jourdain et Florence Guignolet au Département Supérieur du Jeune Chœur de Paris du Conservatoire à rayonnement régional de Paris,.
Elle s'initie au théâtre avec entre autres Jean Bellorini et Jean-Michel Fournereau, se produit dans les productions scéniques du Jeune du Choeur de Paris et enregistre avec l'Orchestre National de France le disque Ne me refuse pas de Marie-Nicole Lemieux.
En parallèle Marie Mifsud se forme à la direction de chœur au conservatoire de Paris et obtient un Master 2 de musicologie à la Sorbonne.
Elle se tourne ensuite vers le jazz et commence à se produire dans les jams parisiennes. Elle se forme entre autres auprès de Sara Lazarus, Déborah Tanguy, André Charlier, Benoît Sourrisse, et crée son premier groupe avec Adrien Leconte (batteur, auteur-compositeur), Tom Georgel (piano), Quentin Coppalle (flûte) et Victor Aubert (basse/contrebasse).

## Carrière professionnelle
Marie Mifsud se produit avec son groupe sur de nombreuses scènes française et étrangères, notamment au festival de Jazz Européen d’Izmir en Turquie, au Festival Jazz en Ville de Vannes, au Festival International Les Musicaves en co-plateau avec Blick Bassy, à Paris au Studio de l’Ermitage, au Sunset/Sunside, au Théâtre Gérard-Philippe Saint-Denis, au Sounds Jazz Club à Bruxelles, au Jazzclub-Kunstfabrik à Berlin,,.
Elle reçoit avec son groupe le Prix du Public au Festival International de Crest Jazz Vocal, le deuxième prix du Trophée du Sunside à Paris et devient lauréate du tremplin de l'Union des Musiciens de Jazz de Paris,,.
Ses deux premiers albums Là et Récif, réalisés avec Adrien Leconte, sont remarqués par la presse et reçoivent plusieurs récompenses.

### Là
Le premier album Là inclut les titres originaux (Là, Suis moi, Ne m'ennuie pas) ainsi que des standards (Take the A train, Soul Eyes, Black Coffee, Sound of Love). Adrien Leconte est interprète, compositeur, batteur et coparolier avec Marie Mifsud. Le pianiste Tom Georgel, le contrebassiste Victor Aubert et le flûtiste Quentin Coppalle complètent le quintet.
Le visuel de l’album est une première collaboration avec le peintre Orsten Groom, une création picturale sur les visages de Marie Mifsud et d’Adrien Leconte, photographiée par Flavien Prioreau.

### Récif
Dans son album Récif, Marie Mifsud et Adrien Leconte abordent avec le même quintet, plusieurs registres et styles musicaux autour du Jazz et de la chanson française.
Le saxophoniste Pierrick Pédron a été invité sur deux titres : Au fur et à mesure et Ballade.
L'album a été enregistré et mixé au Studio Recall par Philippe Gaillot.
Le visuel de l’album est une oeuvre picturale peinte à même les corps (body painting) de Marie Mifsud et d’Adrien Leconte par le peintre Orsten Groom (seconde collaboration) et photographiée par Quentin Chamard-Bois.

## Collaborations
Marie Mifsud a travaillé pour des compositeurs électroacoutiques de l'IRCAM dont Daniel Cabanzo,, elle a chanté en duo avec la circassienne Iorhanne Da Cunha dans les performances improvisées de la Compagnie L'un Passeet a créé un duo avec Estreilla Besson.
Elle a été la chanteuse du groupe Inébia de Vincent Pagliarin (violon) et Olivier Mugot (guitare), en concert et dans leur premier album.
Elle a écrit avec la pianiste Berivan Sart le morceau Bouche qui donnera lieu à un clip et a composé avec Mathieu Bigot la bande originale du court métrage d'Antoine Stehlé intitulé Habibti,.

## Récompenses
- Prix du Public au Festival Crest Jazz Vocal en 2016[9].
- Lauréate du Tremplin Union des Musiciens de Jazz de Paris en 2017[9].
- Deuxième prix du Meilleur Groupe aux Trophées du Sunside de 2017[11],[10].

## Discographie

### En tant que chanteuse lead
- 2017, Là. mini-album produit par Ébullissons[21].
- 2020, Récif, album produit par Ébullissons et distribué par Idol & L'Autre Distribution[22].

### En tant que chanteuse / vocaliste invitée
- 2023, Inébia, distribué par Alien Beats Records et Inouïe Distribution[23].

## Clips
- Black Coffee, Album Là
- Amusette, Album Récif[14]
- Bouche, poème rappé, en duo avec Berivan Sart.
- J'suis un monstre de perversité (cover de Boris Vian), en duo avec Tom Georgel (piano)